# Buick LeSabre
LeSabre è una automobile costruita dalla casa automobilistica statunitense Buick dal 1959 al 2005. Nonostante l'omonimia, non è derivata dalla concept car "LeSabre" del 1951.